# Вим Вендерс
Вилхелм Ернст (Вим) Вендерс (Диселдорф, 14. август 1945) филмски је режисер, фотограф и филмски продуцент.
Најпре је студирао медицину и филозофију, које је напустио 1966. да би се преселио у Париз и посветио студијама сликарства. У том периоду постаје чест посетилац Cinematheque Française где је гледао и до 5 филмова дневно. Када је погледао више од хиљаду филмова, на крају се „навукао“ на биоскоп. 1967. се враћа у Немачку и уписује Високу школу за филм и телевизију у Минхену, док истовремено објављује филмске критике за разне часописе. Ускоро и сам почиње да режира. 1977. снима Америчког пријатеља, филм који је привукао пажњу Френсиса Форда Кополе који га је позвао у САД. Међу његове најпризнатије филмове спадају Небо над Берлином (1987), Париз, Тексас (1984), До краја света (1991), Лисабонска прича (1994) и Buena Vista Social Club (1999), као и велики број кратких арт-хаус филмова.
Вим Вендерс је седамдесетих година XX века стекао репутацију једног од водећих редитеља новог немачког филма. Осамдесетих је постао и култна фигура међународне филмске сцене. Фотографијом је почео да се бави 1983. године док је тражио локације за свој чувени филм Париз, Тексас. Добитник је Златне палме на филмском фестивалу у Кану 1984. године за филм Париз, Тексас. Награђен је почасним докторатом на универзитету у Сорбони 1989. и на Католичком универзитету у Лоувану у Белгији 2005. Додељено му је признање Леопард части на међународном филмском фестивалу у Локарну 2005. године. Његовим филмом Кад прошлост закуца, затворен је ФЕСТ 5. марта 2006.
Вендерс је председник Европске филмске академије у Берлину од 1996. Поред филмског стваралаштва, он је активан фотограф, наглашавајући слике пустих предела. Он се сматра ауторским редитељем.

## Младост
Вендерс је рођен у Диселдорфу у традиционално католичкој породици. Његов отац, Хајнрих Вендерс, био је хирург. Холандско име „Вим“ је скраћена верзија крсног имена „Вилхелм“. Као дечак, Вендерс је путовао без пратње у Амстердам да посети Ријксмусеум. Гимназију је завршио у Оберхаузену у Рурској области. Затим је студирао медицину на Универзитету у Фрајбургу (1963–64) и филозофију на Универзитету у Диселдорфу (1964–65), али је напустио студије и преселио се у Париз у октобру 1966. да би постао сликар. Вендерс је пао на пријемном испиту у француској националној филмској школи, IDHEC (сада Ла Фемис), и уместо тога је постао гравер у студију Џонија Фридлендера на Монпарнасу. За то време Вендерс је постао фасциниран биоскопом и гледао је до пет филмова дневно у локалном биоскопу.
С намером да своју опсесију учини својим животним делом, вратио се у Немачку 1967. да би радио у Диселдорфској канцеларији предузећа Јунајтед Артистс. Те јесени уписао је Hochschule für Fernsehen und Film München (Универзитет за телевизију и филм у Минхену). Између 1967. и 1970. године, док је био на HFF-у, радио је и као филмски критичар за ФилмКритик, минхенске дневне новине Süddeutsche Zeitung, Twen магазин и Der Spiegel.

## Каријера
Вендерсова каријера почела је у касним 1960-им, у ери новог немачког филма. Велики део карактеристичне кинематографије у његовим филмовима резултат је дугогодишње сарадње са холандским сниматељем Робијем Милером. Париз, Тексас и Крила жеље су резултат сарадње са авангардним ауторима Сaмом Шепардом и Питером Хандкеом. Хандкеов роман Голманска стрепња од пенала адаптиран је за други Вендерсов дугометражни филм, Голманов страх од пенала. Хандке је коаутор сценарија за Крила жеље.
Вендерс је режирао неколико веома цењених документарних филмова, међу којима се издваја Буена Виста друштвени клуб (1999), о кубанским музичарима, и Душа човека (2003), о америчком блузу. Такође је режирао документарни филм о браћи Складановски, познат на енглеском као A Trick of the Light. Браћа Складановски су изумела „покретне слике” док је неколико других, попут браће Лумијер и Вилијама Фриз-Грина, радило исто. Друштвени клуб Буена Виста и његови документарни филмови о Пини Бауш, Пина и Себастијау Салгаду, Со земље, номиновани су за Оскара за најбољи документарни играни филм.
Вендерсова књига Емоциони филмови, збирка дневничких есеја написаних док је био студент филма, адаптирана је и емитована као серија представа на ББЦ радију 3, са Питером Капалдијем као Вендерсом, са Џином Маки, Саскијом Ривс, Денисом Хопером, Харијем Дином Стентоном и Рики Томлинсон у драматизацији Нила Каргила.
Године 2015, Вендерс је сарађивао са уметницом/новинаром и дугогодишњом пријатељицом Мелиндом Камбер Портер на документарном филму о његовом делу, Вим Вендерс – Визије на филму, када је Портер умро. Филм остаје недовршен.
Вендерс је члан саветодавног одбора Светске кинематографске фондације. Пројекат је основао Мартин Скорсезе и има за циљ да пронађе и реконструише светске филмове који су занемарени. Од 2015. служио је као члан жирија за дигитални студио Филмака, платформу за неоткривене филмске ствараоце да покажу свој рад професионалцима из индустрије.

## Инсталациона уметност

### 2019
(E)motion

### 2020
Two or Three Things I Know About Edward Hopper

### 2022
Presence

## Изабрана библиографија
- Lindbergh, Peter; Wenders, Wim (2002), Peter Lindbergh: stories, Santa Fe: Arena Editions, ISBN 978-1-892041-64-7
- Shepard, Sam; Wenders, Wim (1991), Paris, Texas: Screenplay, New York: Ecco Press, ISBN 978-0-88001-266-9
- Steinhilber, Berthold; Wenders, Wim (2003), Ghost towns of the American West, New York: Harry N. Abrams, Inc., ISBN 978-0-8109-4508-1
- Wenders, Wim (1986), Emotion pictures: Essays und Filmkritiken, 1968–1984, Frankfurt: Verlag der Autoren, ISBN 978-3-88661-078-5
- Wenders, Wim (1989), Emotion pictures: reflections on cinema, London: Faber and Faber, ISBN 978-0-571-15271-1
- Wenders, Wim (2001), Once: pictures and stories, New York: DAP/Schirmer/Mosel, ISBN 978-1-891024-25-2
- Wenders, Wim (1984), Paris, Texas, Nördlingen: Greno, ISBN 978-3-921568-11-8
- Wenders, Wim (2001), Written in the West, New York: teNeues, ISBN 978-3-8238-5469-2
- Wenders, Wim; Handke, Peter (1998), Der Himmel über Berlin: Ein Filmbuch von Wim Wenders und Peter Handke (на језику: немачки), Berlin: Suhrkamp Verlag, ISBN 978-3-518-02406-5
- Wenders, Wim; Hofmann, Michael (1992), The logic of images: essays and conversations, London: Faber and Faber, ISBN 978-0-571-16517-9
- Wenders, Wim (1997), The Act of Seeing:Essays and Conversations, London: Faber and Faber, ISBN 978-0-571178-43-8
- Wenders, Wim; Hofmann, Michael (2000), My time with Antonioni: the diary of an extraordinary experience, London: Faber and Faber, ISBN 978-0-571-20076-4
- Wenders, Wim; Hofmann, Michael (2001), On film: essays and conversations, London: Faber and Faber, ISBN 978-0-571-20718-3
- Wenders, Wim; Tawada, Yoko (2007), Where Europe begins, New York: New Directions Publishers, ISBN 978-0-8112-1702-6
- Wenders, Wim; Wenders, Donata (2000), The heart is a sleeping Beauty: the Million Dollar Hotel - a film book, New York: teNeues, ISBN 978-3-8238-5468-5
- Wenders, Wim; Zournazi, Mary (2013), Inventing Peace: A Dialogue on Perception, London: I.B.Tauris, ISBN 978-1-78076-693-5